# Jens Søndergaards Museum
Jens Søndergaards Museum kunstmuseum i landsbyen Ferring i området kaldet Bovbjerg i Nordvestjylland. Museet er indrettet i kunstneren Jens Søndergaards (1895-1957) sommerhus og atelier, som ligger ved Vesterhavet. Museet rummer en samling af nogle af Jens Søndergaards Bovbjergmalerier. Museet er i dag en del af Lemvig Museum

## Historie
Søndergaard testamenterede i 1952 sit sommerhus og ”den i bygningen ved min død værende malerisamling” til den daværende Vandborg-Ferring Kommune. I 1957 døde Søndergaard og museet blev indviet 16. maj 1958. I løbet af de første 10 måneder havde museet 10.000 besøgende[kilde mangler]. Siden 1997 har Jens Søndergaards Museum været en del af det statsanerkendte Lemvig Museum. 

## Udstilling
Udstillingen består hovedsageligt af malerier af Søndergaard, men også af en del møbler og andet, der var i huset ved hans død.
Malerierne har hovedsageligt motiver fra Bovbjerg og Ferring.